# 단자와산
단자와산(丹沢山)은 단자와 산지사이에 단자와 주맥이 있는 산이며 높이는 1,567m나 된다. 가나가와현 사가미하라시 미도리구와 아이코군 기요카와촌, 아시가라카미군 야마키타정을 경계에 위치하여 주변 산들과 함께 단자와 국정공원으로 지정되어 있다.

## 등산
산꼭대기에 산막 '산장'이 있다. 연중영업. 건물은 2004년에 재건축 되었으며.숙박비는 보통 5,500엔, 조식 500엔, 석식 1,000엔 .정원 30~40명. 물터는 없다.

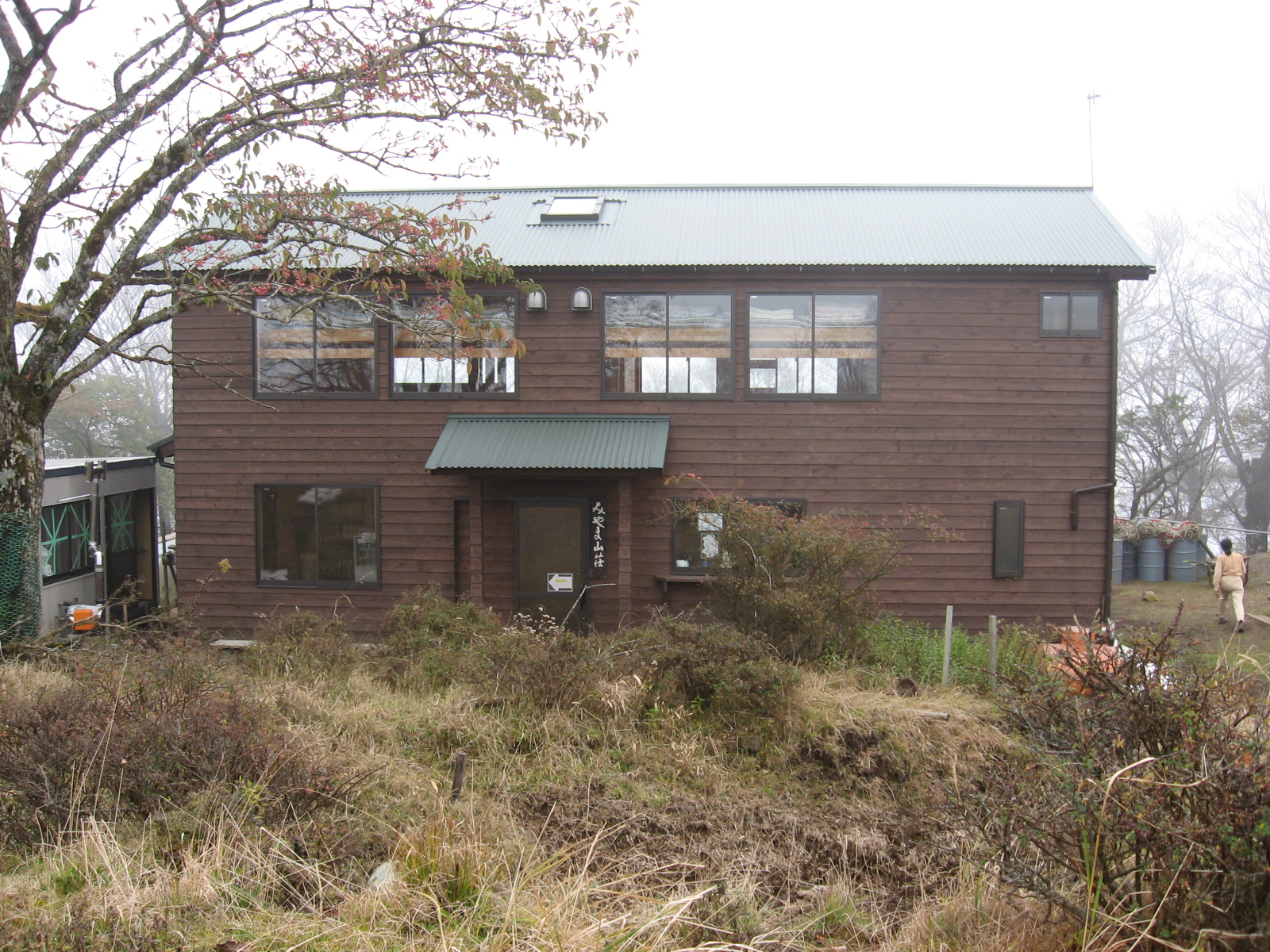
미야마 산장